# Cruz de Término (Albacete)
Este artículo trata sobre la escultura urbana de la ciudad española de Albacete. Para consultar información sobre la cruz de término del siglo XV véase el artículo Cruz de término de Albacete.
La Cruz de Término de Albacete es una cruz monumental situada en la ciudad española de Albacete.
Es una cruz de estilo gótico tallada en piedra con dos caras: una con las imágenes de San Cristóbal, San Jorge, San Antonio y Santiago, y la otra con la figura de Cristo crucificado, la Virgen y San Juan con dos pelícanos.
Fue inaugurada en 1999. Se trata de una reproducción de la original, histórica pieza bajomedieval del siglo XV conservada en el Museo Provincial de Albacete. En sus orígenes, daba la bienvenida y la despedida a los viajeros.
Está localizada en el bulevar de la calle Cruz de la capital albaceteña, dentro de los límites del barrio Carretas-Huerta de Marzo.